# Jonas Eduardo Américo
Jonas Eduardo Américo zvaný Edu (* 6. srpen 1949, Jaú) je bývalý brazilský fotbalista. Hrával na pozici útočníka, nebo záložníka.
S brazilskou fotbalovou reprezentací vyhrál mistrovství světa roku 1970, nastoupil na šampionátu k jednomu utkání. Hrál též na mistrovství světa 1966 a 1974, kde Brazilci skončili čtvrtí. Brazílii reprezentoval v letech 1966-1974, a to ve 41 zápasech, v nichž vstřelil 8 branek.
S klubem Santos FC se stal v roce 1968 mistrem Brazílie. V brazilských soutěžích strávil takřka celou kariéru, krom dvou sezón v mexické první lize, v dresu Tigres Nuevo León. V Brazílii hrál na nejvyšší úrovni krom Santosu též za Corinthians, SC Internacional a Nacional FC.